# Phyllosticta asperulae
Phyllosticta asperulae är en svampart som beskrevs av Grove 1922. Phyllosticta asperulae ingår i släktet Phyllosticta och familjen Botryosphaeriaceae.   Inga underarter finns listade i Catalogue of Life.